# Улица Чайковского (Кострома)
Улица Чайковского — улица в исторической части города Кострома. Проходит от Советской улицы к Волге, заканчиваясь у соединения улиц 1 Мая и Лесной.

## История
Улица проложена в соответствии с генеральным планом 1784 года. Проходит по древнему оборонительному рву — границе Костромского кремля. Древний оборонительный вал сохранился по чётной стороне улицы.
Историческое название улицы — Ильинская, по наименованию близ лежащей Ильинской церкви, стоявшей на Русиной (ныне — Советской) улице (разрушена в начале 1930-х годов). В 1925 году улицу переименовали в Бульварную, а в 1940 году, в связи с 100-летием со дня рождения великого композитора П. И. Чайковского, улица получила его имя.
В 1912 году на улице был открыт кинотеатр Бархатова под названием «Пале-театр».

## Достопримечательности

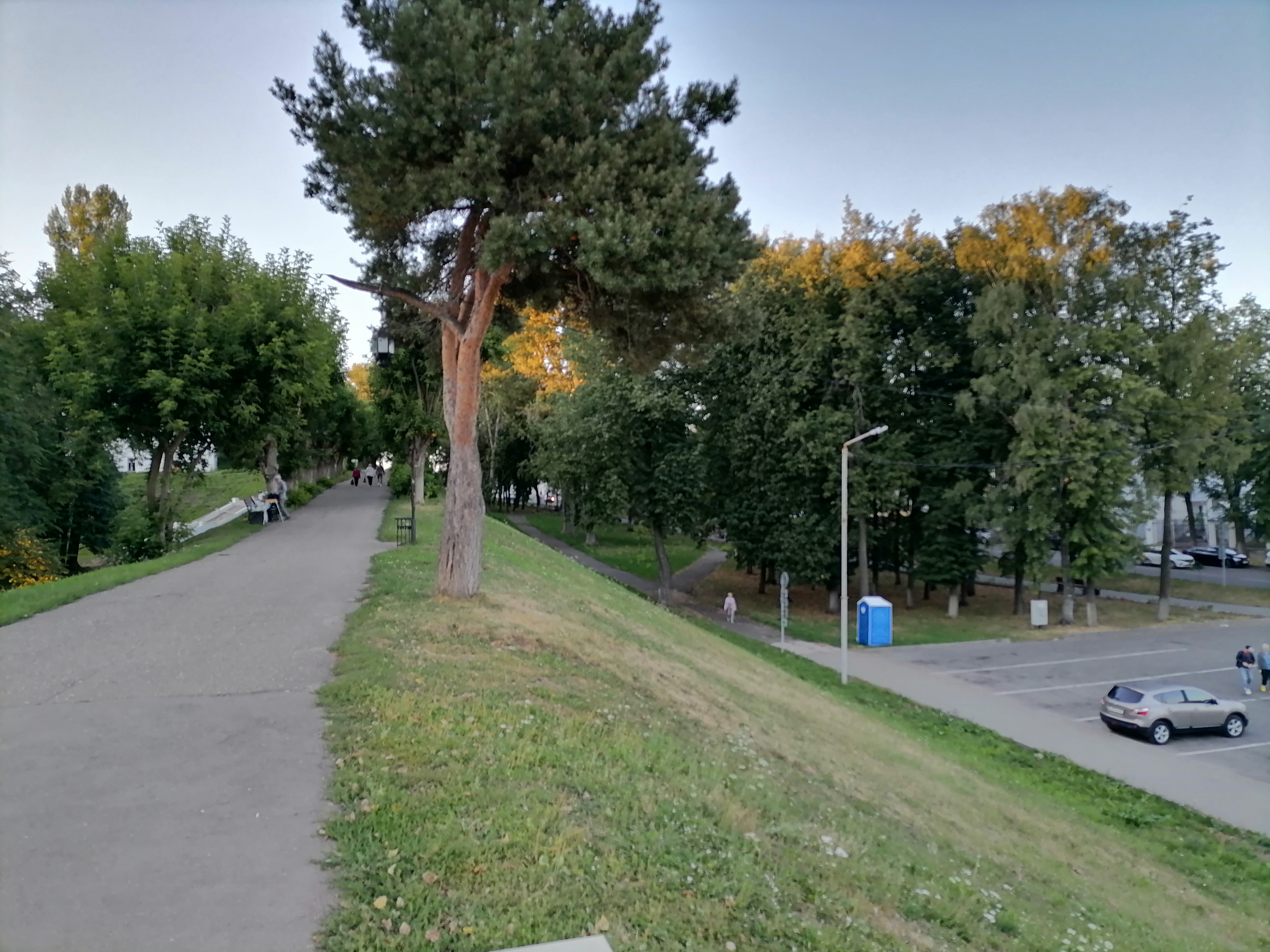
Фрагмент древнего оборонительного вала

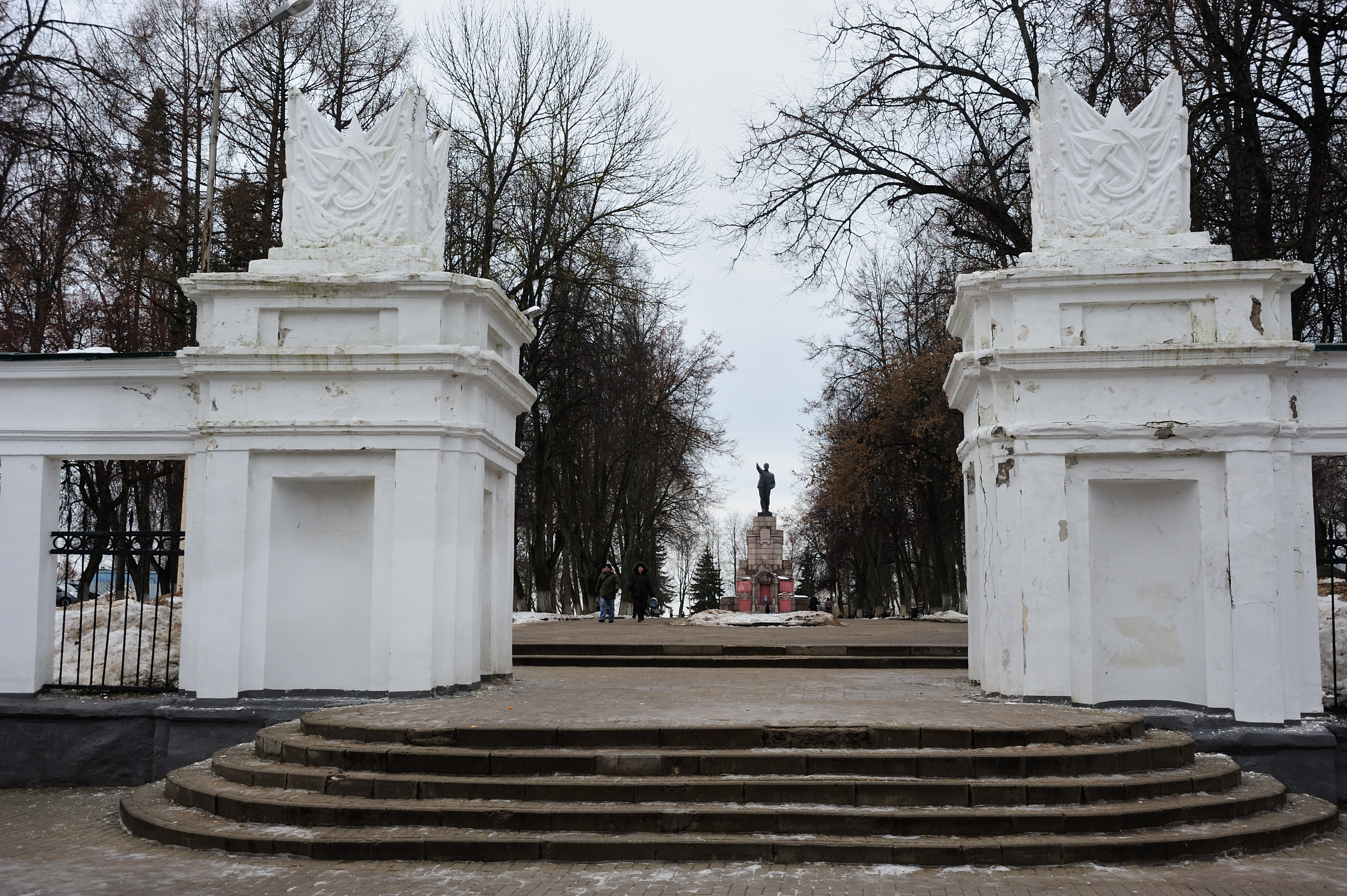
Вход в ПКиО, аллея к памятнику Ленину

д. 3 — бывший кинотеатр Бархатова
д. 9 — музей Целебная сила льна
д. 19 — Музей сыра
д. 19А — Музей сладостей
Центральный парк культуры и отдыха

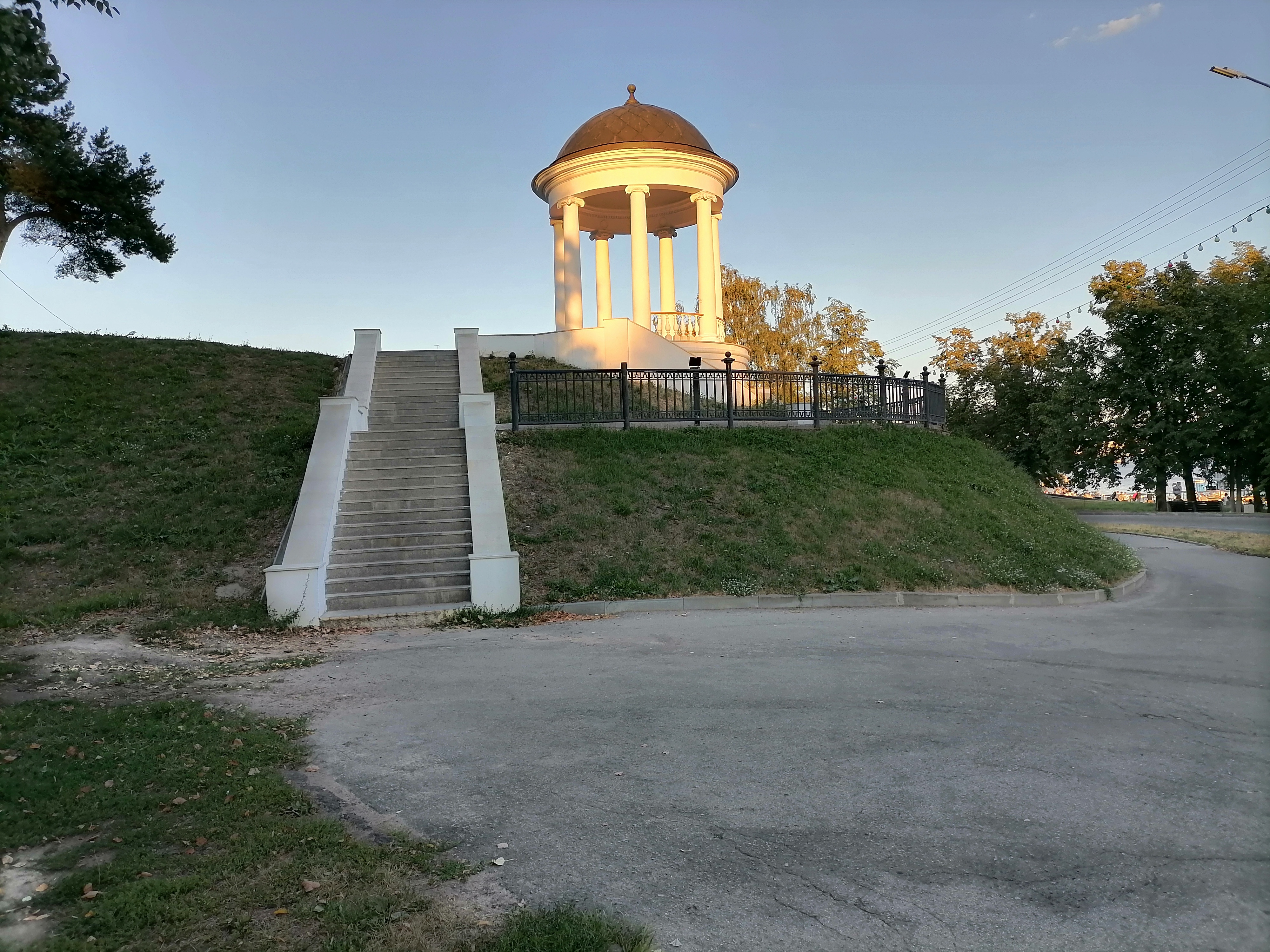
Беседка Островского